# Perikatan Nasional
La Alianza Nacional (en malayo: Perikatan Nasional) es una coalición política compuesta por el Partido Indígena Unido de Malasia (BERSATU), el Partido Islámico de Malasia (PAS), el Partido Solidario de la Patria (STAR), el Partido Progresista de Sabah (SAPP) y Partido del Movimiento Popular Malasio (GERAKAN). Esta coalición fue precedida por la Asociación de la Alianza del Partido de Malasia, también conocida como Persatuan Perikatan Parti Malaysia (PPPM).
Perikatan Nasional se formó a principios de la crisis política de Malasia de 2020 con la intención de reemplazar al entonces gobierno de Pakatan Harapan. El decimosexto Yang di-Pertuan Agong, Abdullah de Pahang, nombró a Muhyiddin Yassin, entonces líder de facto de la PN, como octavo primer ministro de Malasia, lo que llevó a la alianza política informal al gobierno. La coalición fue el gobierno gobernante de Malasia desde marzo de 2020 hasta agosto de 2021, cuando Muhyiddin Yassin renunció como primer ministro después de que la Organización Nacional de los Malayos Unidos (UMNO) retirara su apoyo, privando a PN de su mayoría en el parlamento.
A partir de julio de 2022, Perikatan Nasional controla 47 escaños en el Dewan Rakyat.